# 馬乗り
馬乗り（うまのり）とは、子供の遊びの一種である。

## 概要
チームを2つに分けて行う。馬側となったチームは、まず一人が壁に立ち、その股間に別の一人が頭部を入れて「馬」となる。他のチームメンバーもその後ろに、同じ姿勢でつながる。
「馬」が完成したら、もう片方のチームが跳び箱の要領で一人ずつ「馬」に飛び乗っていく。途中で「馬」が崩れてしまったら馬チームの負け。乗る時に落ちてしまったら、乗るチームの負けである。乗る側の全員が「馬」に乗った場合は、壁に立つ人とじゃんけんで勝負を決める。負けた方が次の馬チームになる。

## その他の意味
元々の意味では乗馬あるいは騎手のことを指し、より一般的には相手の体の上に両足を開いて乗り、股間の下に相手を下敷きにする姿勢をすべて馬乗りという。たとえば総合格闘技におけるマウントポジションは、柔道の縦四方固は馬乗りの姿勢である。性交体位においてはこの形を騎乗位という。